# 卡兹卢·鲁达空军基地
卡兹卢·鲁达空军基地（ICAO：EYKR），是立陶宛卡茲盧魯達东北方向5千米处的一个空军基地。该空军基地建于苏联时期，用于军事目的，于1977年正式启用。基地内建有秘密地下设施，并且直到1993年最后一名苏联軍人撤离后才为公众所知。目前该基地处于弃用状态。